# Nafría de Ucero
Nafría de Ucero – gmina w Hiszpanii, w prowincji Soria, w Kastylii i León, o powierzchni 36,56 km². W 2011 roku gmina liczyła 46 mieszkańców.